# 洪广镇
洪广镇是中华人民共和国宁夏回族自治区銀川市贺兰县下辖的一个乡镇级行政单位。

## 行政区划
洪广镇下辖以下地区：
镇社区、高荣村、金沙村、洪广村、北庙村、洪西村、金鑫村、金山村和金山林场。